# Haywire (filme)
Haywire (A Toda Prova, no Brasil e Uma Traição Fatal, em Portugal) é um filme de ação e suspense estadunidense dirigido por Steven Soderbergh e estrelando Gina Carano, Michael Fassbender, Ewan McGregor, Bill Paxton, Channing Tatum, Antonio Banderas e Michael Douglas. Carano, uma lutadora de artes marciais mistas, realiza suas próprias acrobacias no filme. A trilha sonora é do DJ e compositor da Irlanda do Norte David Holmes.
A trama se concentra em Mallory Kane (Carano), uma espiã que é traída por seus empregadores e alvo de assassinato por uma conspiração que ela é forçada a desvendar. O filme estreou em 6 de novembro de 2011 no American Film Institute e recebeu um amplo lançamento em 20 de janeiro de 2012 pela Relativity Media. Em geral, teve uma recepção crítica positiva, com os críticos de cinema elogiando sua ação, coreografia e a direção de Soderbergh, mas com algumas críticas lançadas no desempenho da recém-chegada Carano. O filme arrecadou apenas US$33,4 milhões com seu orçamento de marketing de US$23 milhões, mas acabou se tornando um sucesso.
Em 2015, The Wrap informou que uma série de televisão baseada no filme seria produzida.

## Sinopse
Em uma cafeteria do norte de Nova Iorque, uma mulher chamada Mallory Kane conhece um colega dela chamado Aaron. Os dois têm uma conversa aparentemente agradável, antes de Aaron exigir que ela entre no carro do lado de fora. Quando ela se recusa, ele a ataca e puxa uma arma, mas ela o desarma depois da briga. Scott, outro cliente, intervém e Mallory exige as chaves do carro e ele entra no carro. Enquanto fogem, ela explica quem é e o que aconteceu com ela.
Mallory explica que ela e Aaron são operadores de uma empresa secreta de inteligência privada que lida secretamente com operações altamente sensíveis, para que seus empregadores possam manter uma negação plausível. Uma semana antes, o diretor da empresa e o ex-namorado de Mallory, Kenneth, deram-lhe uma tarefa oferecida pelo agente da CIA Coblenz; para resgatar Jiang, um cidadão chinês mantido refém em um apartamento em Barcelona. Mallory e sua equipe, incluindo Aaron, conseguem com êxito o trabalho e entregam a um contato local chamado Rodrigo.
Ao retornar aos Estados Unidos, Kane é abordado por Kenneth com o que ele afirma ser uma tarefa simples: se passar por esposa do agente do MI6, Paul, durante uma missão em Dublin. Mallory concorda e acompanha Paul em uma festa na Russborough House, onde eles se encontram com seu contato, Studer. Enquanto Mallory observa de longe, ela vê Paul entrar em um celeiro. Ao entrar, ela encontra Jiang morto, segurando na mão um broche que Kenneth insistira que ela usasse como sinal de reconhecimento para seu contato inicial com Paul. Mallory percebe que ela foi traída.
Ao voltar para o quarto de hotel, Paul ataca Mallory e tenta matá-la, mas ela consegue matá-lo após travarem uma brutal luta. Verificando o telefone de Paul, ela redisca uma ligação perdida apenas para Kenneth atender, perguntando de Mallory. Kenneth percebe o que aconteceu e envia seus agentes atrás dela. Ela evita por pouco e a polícia, fugindo para uma balsa para a Inglaterra.
Mallory liga para Rodrigo e exige saber se foi ele ou Kenneth quem a traiu. Rodrigo liga para Coblenz, que liga para Mallory, dizendo que ele suspeitava de Kenneth antes de reivindicar uma reunião entre os dois em um restaurante no norte do estado de Nova Iorque. Coblenz então entra em contato com Kenneth e diz para ele informar o pai de Mallory, John, sobre seus supostos crimes.
No presente, Mallory e Scott são capturados pela polícia. Ambos são presos, mas a polícia é emboscada e morta pelos homens de Kenneth. Mallory consegue matar um deles e foge com Scott em um dos carros da polícia. Ela libera Scott e sai para se encontrar com seu pai. Ela chega à casa dele no Novo México antes de Kenneth, Aaron e dois outros homens chegarem para interrogá-lo sobre o paradeiro da filha. Aaron recebe uma foto em seu telefone de Jiang morto, e percebe que Mallory poderia ter sido traída. Ele tenta pressionar Kenneth pela verdade, mas Kenneth atira nele e foge, enquanto Mallory mata os outros homens de Kenneth. Aaron pede desculpas a Mallory quando ele morre em seus braços.
Mallory conhece Coblenz, que revela que ele disse a Kenneth para contatar o pai de Mallory, esperando que Kenneth fosse à casa de seu pai e que ela o matasse lá. Coblenz também fornece a localização atual de Kenneth. Antes de se separarem, ele lhe oferece um emprego na CIA, mas ela diz que responderá depois de encontrar Kenneth.
No México, Mallory confronta Kenneth na praia e eles lutam. O pé de Kenneth fica preso entre pedras. Incapaz de escapar, ele revela que Jiang era um jornalista que estava sendo protegido em um esconderijo depois de ter exposto os laços de Studer a uma quadrilha de tráfico de seres humanos. Sabendo que Mallory planejava deixar sua empresa, Kenneth arranjou para ela sequestrar Jiang e entregá-lo a Rodrigo, que o entregou a Studer, que o matou. Kenneth, em seguida, emoldurou Mallory, planejando cortar todos os laços que pudessem levar a ele, e convenceu Paul de que Mallory era uma agente duplo que ele deveria matar. Ignorando seus pedidos, Mallory deixa Kenneth se afogar na maré que chega.
Alguns dias depois, Mallory localiza Rodrigo, que está de férias em Maiorca. Ela se aproxima dele para confrontá-lo.

## Elenco
- Gina Carano como Mallory Kane
- Ewan McGregor como Kenneth
- Michael Douglas como Coblenz
- Michael Fassbender como Paul
- Bill Paxton como John Kane
- Channing Tatum como Aaron
- Antonio Banderas como Rodrigo
- Michael Angarano como Scott
- Mathieu Kassovitz como Studer
- Eddie J. Fernandez como Barroso
- Anthony Brandon Wong como Jiang
- J.J. Perry como Max
- Tim Connolly como Jason
- Maximino Arciniega como Gomez
- Aaron Cohen como Jamie
- Natascha Berg como Liliana

## Desenvolvimento
O desenvolvimento do filme foi anunciado em setembro de 2009 com o título Knockout, posteriormente alterado para Haywire antes do início da produção. O roteiro foi escrito para ser rodado em Dublin. O filme foi filmado principalmente na Irlanda, com filmagens principais que vão de 2 de fevereiro de 2010 a 25 de março de 2010, com um orçamento de aproximadamente US$25 milhões. As primeiras imagens foram divulgadas em 26 de fevereiro de 2010.

## Produção
Poucos dias após a derrota para a brasileira Cris Cyborg por nocaute, em 2009, Gina Carano recebeu o telefonema do cineasta Steven Soderbergh, ela contou que ainda estava com o olho roxo quando se conheceram num restaurante de San Diego e saiu do almoço de quatro horas com um convite para estrelar seu próprio filme em Hollywood.
Em preparação para seu papel, Gina Carano passou por um curso de treinamento intensivo de sete meses com o ex-oficial da unidade militar Duvdevan Aaron Cohen, que tem uma participação especial no final do filme. Ela passava três horas por dia em acrobacias e três horas por dia com Cohen. Durante um período particularmente angustiante de duas semanas, quando Cohen estava ensinando a Carano a arte da vigilância e controvigilância, ele e sua equipe a rastrearam através de um sistema GPS instalado em seu carro.
O filme foi lançado originalmente no final de 2010, mas foi re-filmado e uma mudança de distribuidor da Lionsgate para a Relativity Media atrasou por mais de um ano. Durante o período intermediário, Soderbergh filmou e editou Contágio, que foi finalmente lançado com mais de um mês de antecedência. Soderbergh teria entrado em conflito com Lionsgate, que queria um filme mais centrado em ação no estilo da série Bourne, enquanto Soderbergh pretendia um thriller de espionagem intercalado com longas e realistas cenas de luta. Após a mudança no distribuidor, as re-filmagens e reedições de Soderbergh focaram em remodelar o filme para estar mais alinhado com sua visão original.
Durante a pós-produção, a voz de Carano foi digitalmente alterada para se tornar mais profunda, com parte de seu diálogo re-dublada por uma Laura San Giacomo não creditada.

## Música
David Holmes compôs a trilha sonora do filme e trabalhou com Steven Soderbergh em vários outros projetos, como Out of Sight e na trilogia Ocean's Eleven, Ocean's Twelve e Ocean's Thirteen.

## Lançamento
Haywire foi exibido fora de competição no Festival de Berlim.

### Recepção crítica
O filme recebeu críticas positivas dos críticos. Revisão online do site Rotten Tomatoes informou que 80% dos críticos deram ao filme uma crítica positiva baseado em 178 comentários. Consenso crítico do site é "Haywire é um thriller rápido e livre, com cenas limpas e encenações definidas que fazem você mergulhar na ação". Metacritic fornece uma pontuação média ponderada de 67/100 com base em críticas de 40 críticos.
Claudia Puig do USA Today afirmou que o filme era "um thriller de espionagem vigoroso que constantemente acena ao espectador para acompanhar suas reviravoltas narrativas. Na fronteira com complicado, ele funciona melhor quando no modo de combate". Andrew O'Hehir de Salon.com compartilha uma visão semelhante, dizendo que "Haywire é uma produção enxuta e limpa, filmada e editada pelo próprio Soderbergh e totalmente livre das seqüências de ação incoerentes e dos efeitos especiais demais que atormentam filmes de Hollywood em escala semelhante".
Richard Corliss do Time disse que "Carano é sua melhor dublê, mas nas cenas de diálogo ela é chutada e sem carisma. A lutadora de MMA não tem a convicção de que exibia com tanta força no ringue. Ela não é a heroína de Haywire, mas sua refém". Keith Uhlich da Time Out, escreveu: "Há pouquíssima emoção em assistir Carano saltar fora das paredes e surrar antagonistas". A recepção do público em geral de Haywire foi menos positivo do que os críticos de acordo com a pesquisa feita pela CinemaScore revelando que o público avaliado o filme com um D+.

### Desempenho nas bilheterias
Haywire foi lançado em 20 de janeiro de 2012, com um fim de semana de abertura bruta de US$8,4 milhões, e arrecadou US$18,9 milhões nos Estados Unidos e US$33,3 milhões de dólares em todo o mundo.

### Mídia doméstica
Haywire foi lançado em DVD e disco Blu-ray em 1 de maio de 2012.
Foi o primeiro filme da Relativity Media que não será lançado em DVD e Blu-ray pela Twentieth Century Fox Home Entertainment.